# Rejon Cəbrayıl
Rejon Cəbrayıl (azer. Cəbrayıl rayonu) – rejon w południowym Azerbejdżanie. Od początku lat 90. XX wieku do 2020 roku jednak cały ten obszar znajdował się pod kontrolą ormiańską i wchodził w skład nieuznawanego quasi-państwa Górskiego Karabachu. 